# Мадригальна комедія
Мадригальна комедія — хоровий комедійний жанр, що виник в Італії у XVI столітті. Усі партії в мадригальній комедії виконував багатоголосний ансамбль в стилі мадригала. Сюжети мадригальної комедії — побутові, дію передавала пантоміма. Зразками мадригальної комедії можуть вважатись твори Алессандро Стріджо, Джованні Кроче, Адріано Банк'єрі, Джузеппе Тореллі, Ораціо Веккі та інші.

## Джерело
- Юрій Юцевич. Музика: словник-довідник. — Тернопіль, 2003. — 404 с. — ISBN 966-7924-10-6. (html-пошук по словнику, djvu)